# Pinacoteca civica e galleria d'arte contemporanea
La pinacoteca civica e galleria d'arte contemporanea è il maggiore museo della città di Jesi, in provincia di Ancona, nelle Marche.
Ha sede nel Palazzo Pianetti e rappresenta una delle più importanti collezioni pittoriche della Regione, vantando una cospicua raccolta di opere di Lorenzo Lotto.

## Storia
Col decreto "Valerio" del 1866 che si sancisce la soppressione delle Congregazioni religiose e il passaggio dei loro tesori artistici ai Comuni, Jesi acquisisce una notevole quantità d'opere d'arte pittorica. Si istituisce così la Pinacoteca, ufficialmente il 5 settembre 1868.
I quadri di esclusivo soggetto religioso, si aggiunsero ad una già presente raccolta archeologica, cosicché Cesare Annibaldi istituì nel 1912 un unico polo museale aperto al pubblico con sede nell'ex convento di San Floriano, in Piazza Federico II.
Negli anni '30 si procedette alla restaurazione del Palazzo della Signoria, già sede della Biblioteca Comunale Planettiana; nel 1949 si decise di accorparvici anche il Museo civico e la Pinacoteca.
Tuttavia non sembrava essere la soluzione ideale. Negli anni '60 il Comune di Jesi acquistò i due terzi di Palazzo Pianetti, una sfarzosa residenza nobiliare nel cuore della città. Dopo i dovuti restauri la Pinacoteca civica venne spostata nel piano nobile del palazzo, e aperta al pubblico ufficialmente nel 1980.

## Le collezioni
Il nucleo principale si compone di opere a carattere religioso provenienti da diverse chiese cittadine. Nel corso degli anni la collezione si è incrementata grazie a ulteriori lasciti, depositi, donazioni e acquisti. Grande evoluzione ebbe anche la sezione d'Arte contemporanea, dovuta all'istituzione del Premio biennale “Città di Jesi – Rosa Papa Tamburi”, dove i diversi artisti partecipanti hanno lasciato in deposito le loro opere. Viene così allestita la Galleria d'Arte contemporanea, inaugurata nel 1987 al secondo piano del palazzo.
Il Museo complessivamente comprende opere che coprono un arco cronologico dal XV al XIX secolo, il periodo medievale è piuttosto rappresentato nel Museo diocesano cittadino.

### XV e XVI secolo
Questo periodo è rappresentato in gran parte da bassorilievi e sculture in pietra, alcuni provenienti dalle facciate delle residenze nobiliari cittadine; oltre che da pale d'altare in ceramica e il bel Cristo lasso, Cristo nel sepolcro sorretto da due angeli, parte di un polittico smembrato del 1480-90 di Nicola di Maestro Antonio d'Ancona:
- Martirio di Santi, bassorilievo in pietra, Scuola lombarda, XV secolo
- Stemma della famiglia Santoni, Drago in bassorilievo, pietra, 1498
- Sepolcri di Angelo e Piersimone Ghislieri, pietra, XV secolo
- Madonna della Pietà, pietra dipinta, anonimo tedesco, XV secolo
- Cristo lasso, tempera su tavola, Nicola di Maestro Antonio d'Ancona, 1480-90, dalla Chiesa di San Marco
- Madonna con Bambino e Santi, pala in terracotta invetriata, Pietro Paolo Agabiti, 1516, dall'Eremo dei Frati Bianchi di Cupramontana
- Presepe, pala in terracotta dipinta, Pietro Paolo Agabiti, 1528
- Madonna di Loreto con i Santi Filippo e Giacomo, Raffaellino del Colle, pala a olio, 1540

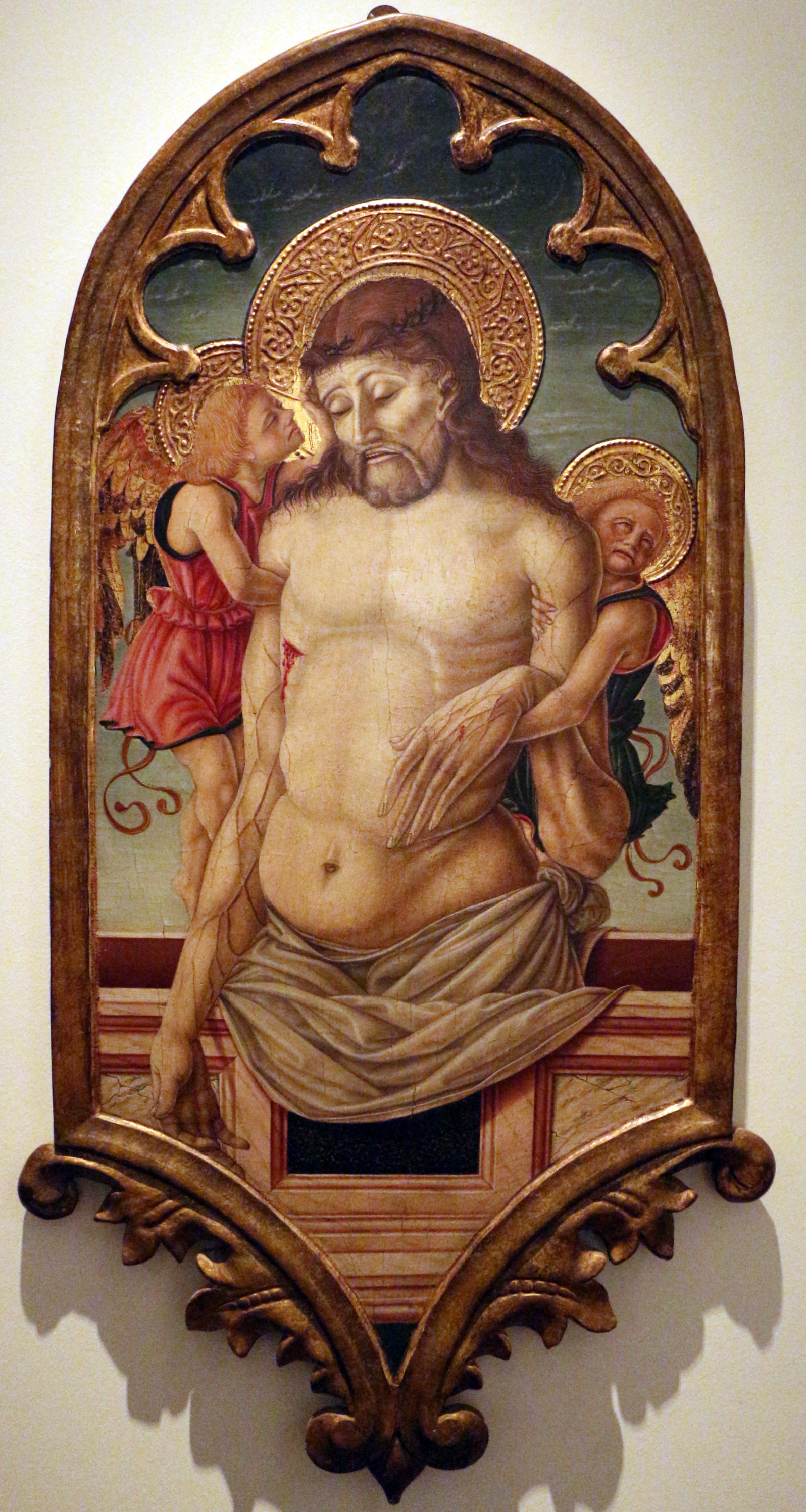
Cristo lasso, Nicola di Maestro Antonio d'Ancona, 1480-90
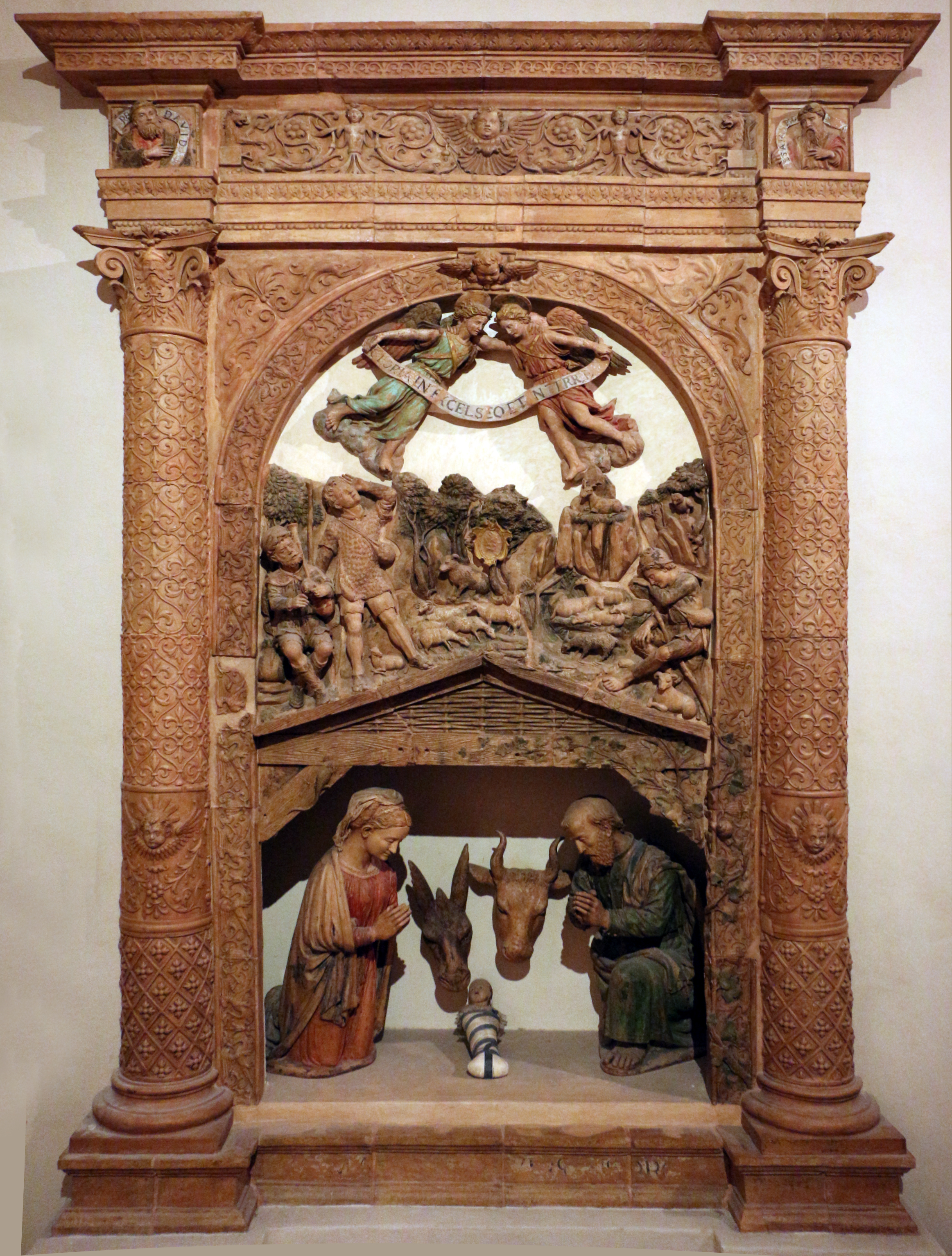
Presepe, Pietro Paolo Agabiti, 1528

### Lorenzo Lotto
Il nucleo lottesco costituisce il fulcro delle collezioni museali, vero fiore all'occhiello della Pinacoteca. I dipinti eseguiti da Lorenzo Lotto per chiese e confraternite cittadine è composto da opere di primaria importanza per l'arte rinascimentale italiana:
- Deposizione nel sepolcro, pala a olio su tavola, 1512, dall'ex Chiesa di San Floriano
- Annunciazione, 1526-1527, da un polittico smembrato della Chiesa di San Floriano: 
  - Angelo annunziante
  - Vergine annunciata
- Santa Lucia davanti al giudice, pala a olio su tavola, 1532 dall'ex Chiesa di San Floriano
- Pala di San Francesco al Monte , olio su tavola, 1526, dall'ex Chiesa di San Francesco al Monte
- Visitazione, pala e lunetta, olio su tavola, 1535 circa, dall'ex Chiesa di San Francesco al Monte

Santa Lucia davanti al giudice, olio su tavola, 243 x 237
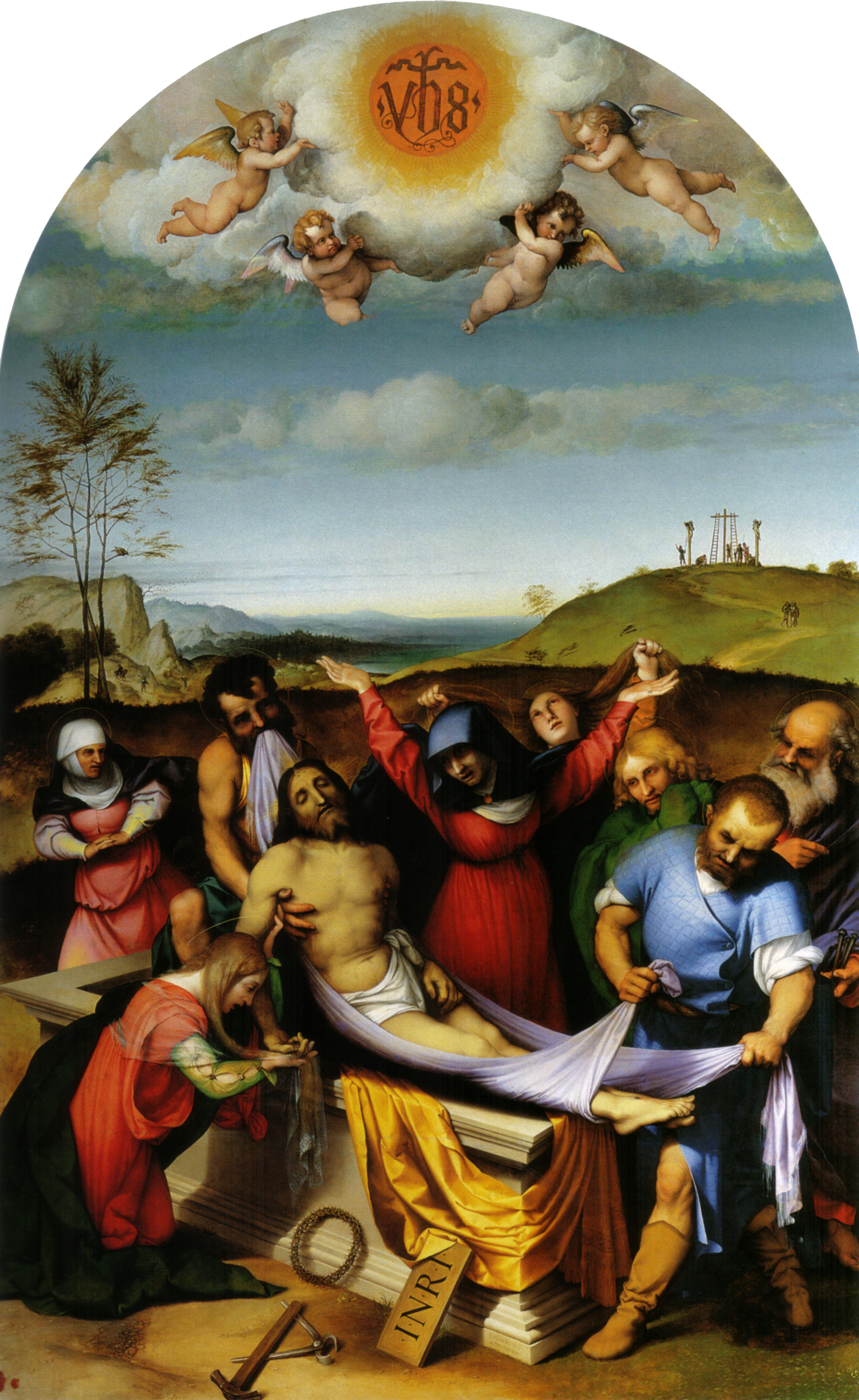
Deposizione nel sepolcro, olio su tavola, 298 x 197
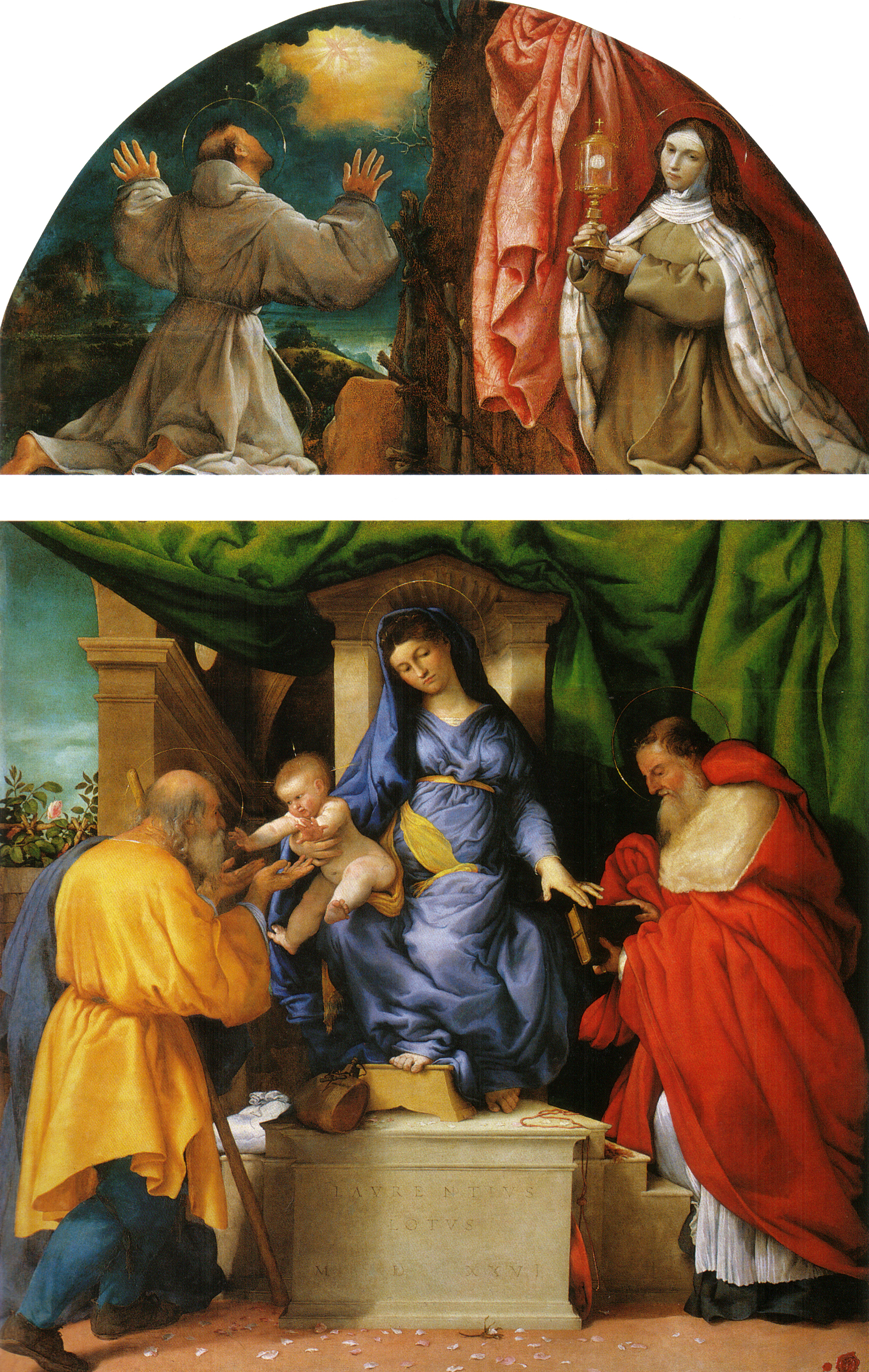
Pala di San Francesco al Monte, olio su tavola, 155 x 160

### XVII e XVIII secolo
- La Carità, olio su tela, Carlo Cignani, XVII secolo
- Madonna col Bambino e Santi, olio su tela, Antonino Sarti, 1628, dall'ex Chiesa di Sant'Ubaldo
- Sacra Famiglia con San Giovannino, olio su tela, Pomarancio, 1609, dalla cappella di Villa Pianetti
- La Maddalena visitata dagli Angeli, olio su tela, del Guercino
- Santa Caterina d'Alessandria, olio su tela, Michele Rocca detto il Parmigianino il Giovane
- Sant'Antonio da Padova appare a Teodora Passeri-Grizi, pala a olio su tela, Francesco Albani, 1611, dall'ex Chiesa di San Floriano
- La SS. Trinità, la Vergine e l'Angelo custode, pala a olio su tela, Giacomo del Po, XVIII secolo, dall'ex Chiesa di San Bernardo
- Ritratto di Giovanni Battista Pergolesi, olio su tela, Domenico Valeri, 1750
- Mater Amabilis, Sassoferrato
- Ritratto di Gaspare Spontini, olio su tela, Louis Hersent, 1825, da donazione del compositore al Comune di Jesi
- Collezione di Vasi da farmacia, ceramica di Casteldurante, XVIII secolo, dall'Antica Farmacia dell'Ospedale

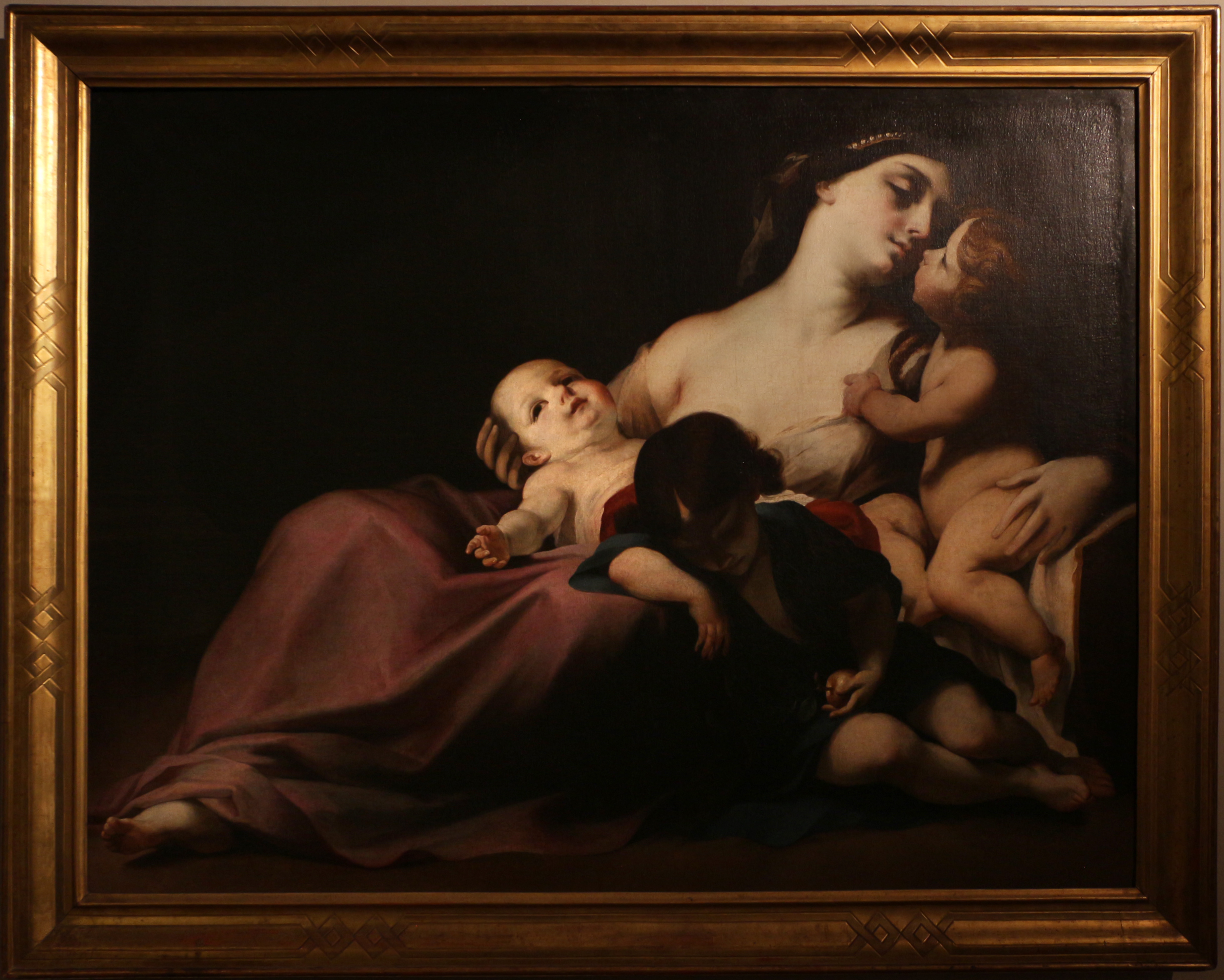
La Carità, Carlo Cignani
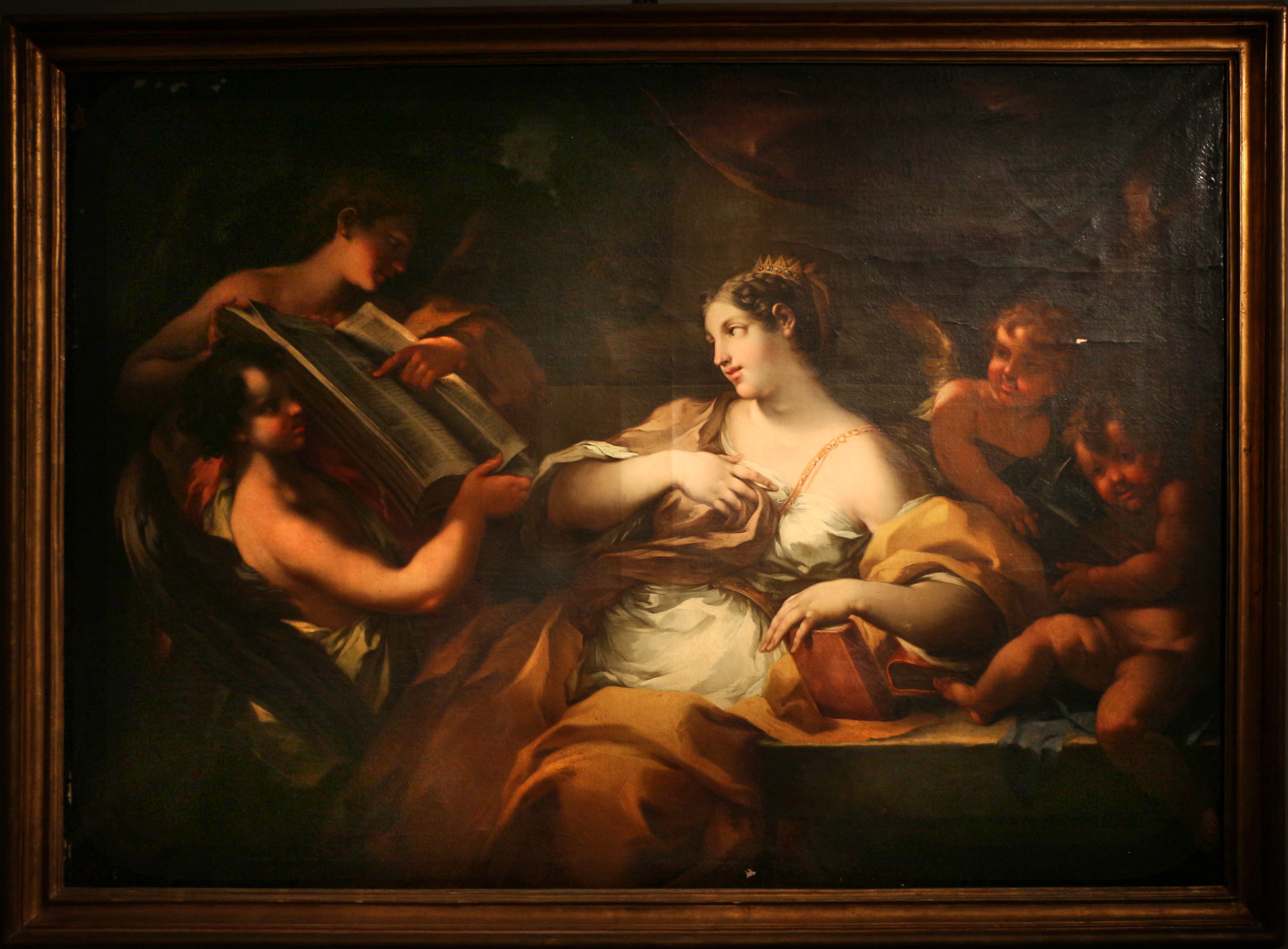
Santa Caterina d'Alessandria, Parmigianino il Giovane
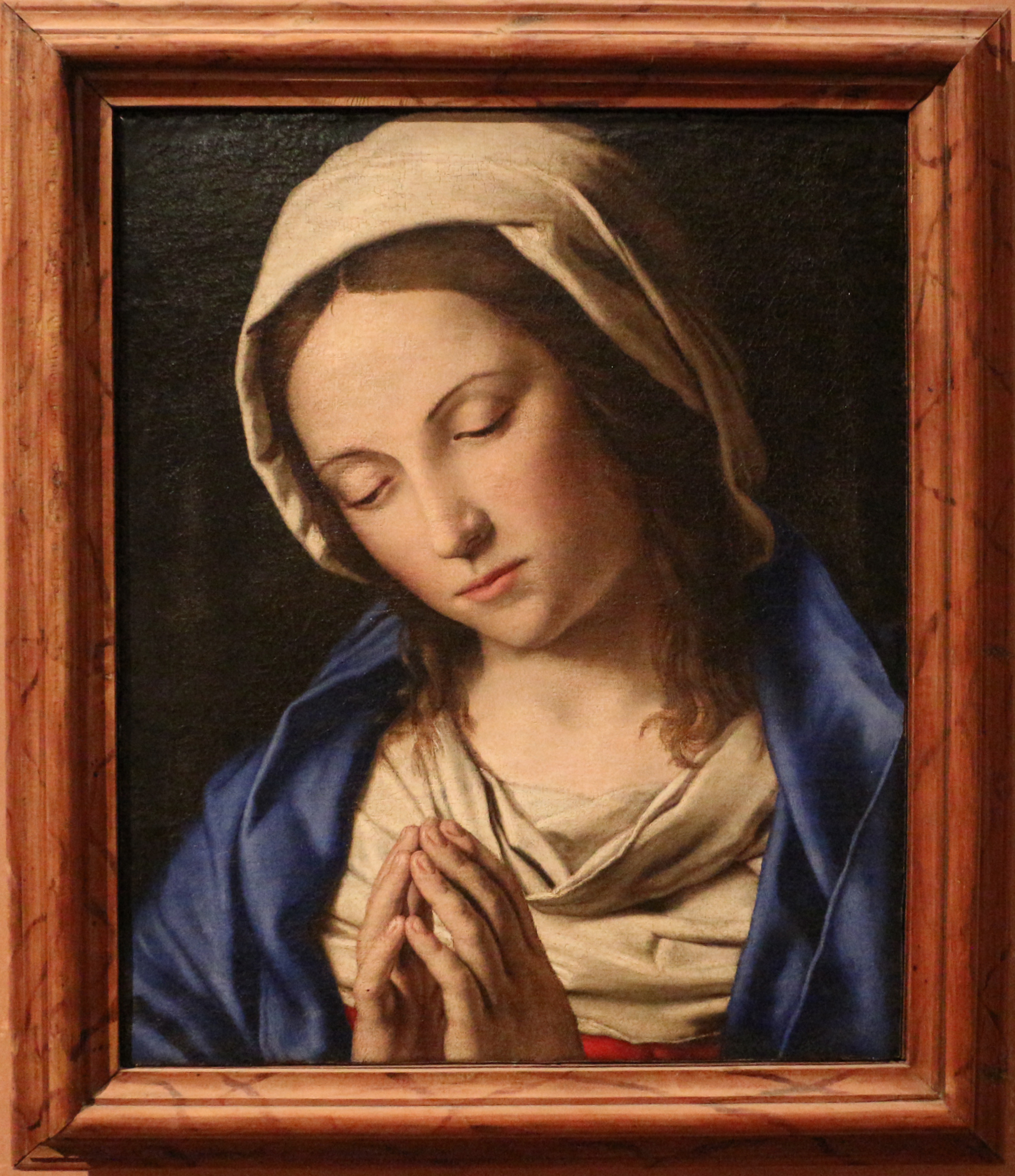
Mater Amabilis, Sassoferrato
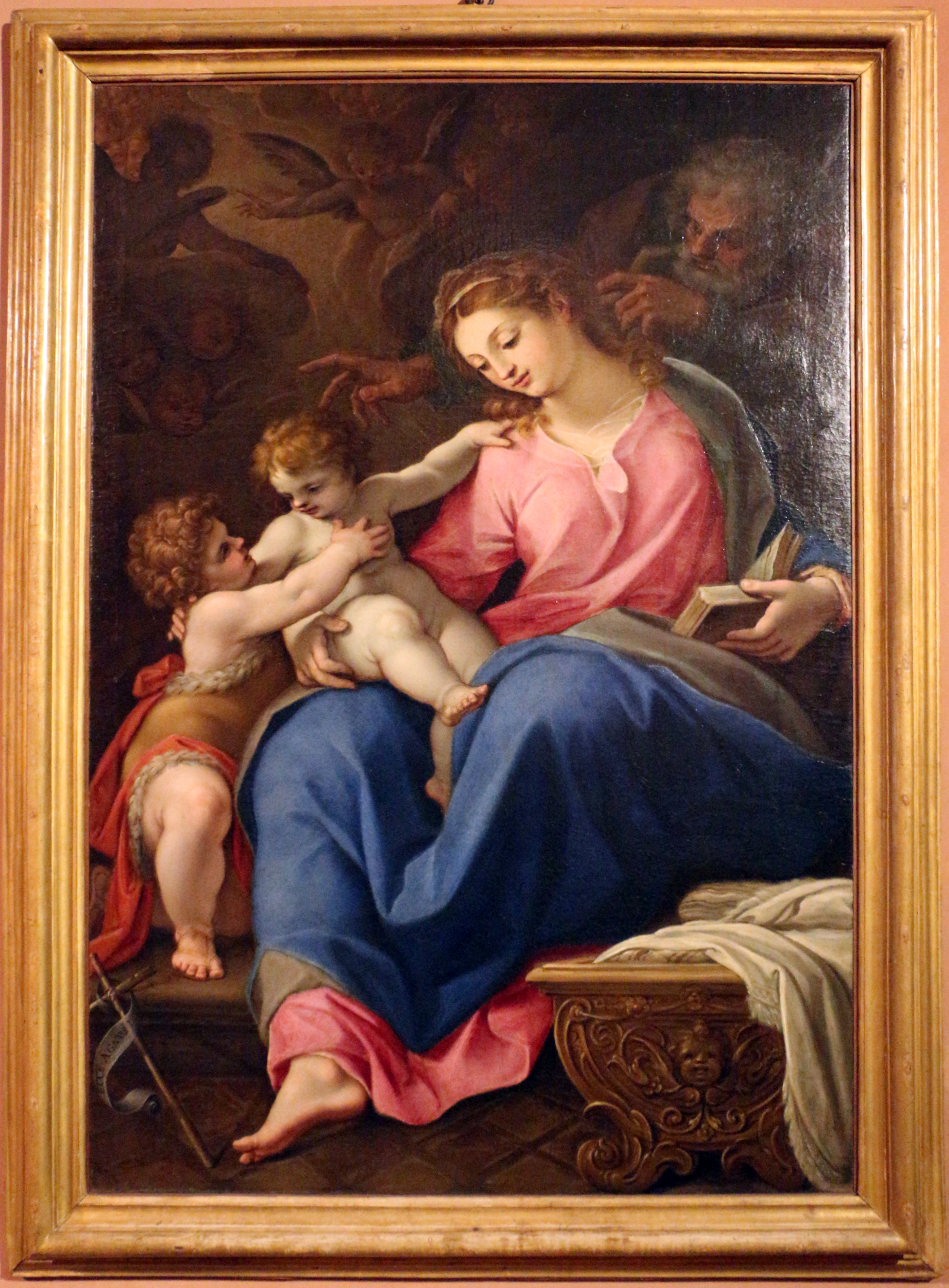
Sacra Famiglia con San Giovannino, Pomarancio

### Collezioni d'arte contemporanea
La maggior parte delle opere sono dell'artista jesino Orfeo Tamburi, il quale nel 1964 lascia dona 54 opere fra disegni acquerelli e stampe del periodo 1948-63. Un'altra parte importante è costituita dal lascito degli eredi dell'artista cuprense Corrado Corradi (1894-1963). Nel 1973 la collezione si è arricchita con opere del locale Betto Tesei (1898-1953).
Fra gli altri artisti presenti, legati soprattutto al Premio Rosa-Tamburi si ricordano Guttuso, Guidi, Cantatore, Paolucci, Sassu, Mattioli, Trubiani, Piacesi, Morlotti, Biancini, Ciarrocchi, Brindisi, Vespignani, Cassinari, Giuffré, Bodini.

## La sede a Palazzo Pianetti

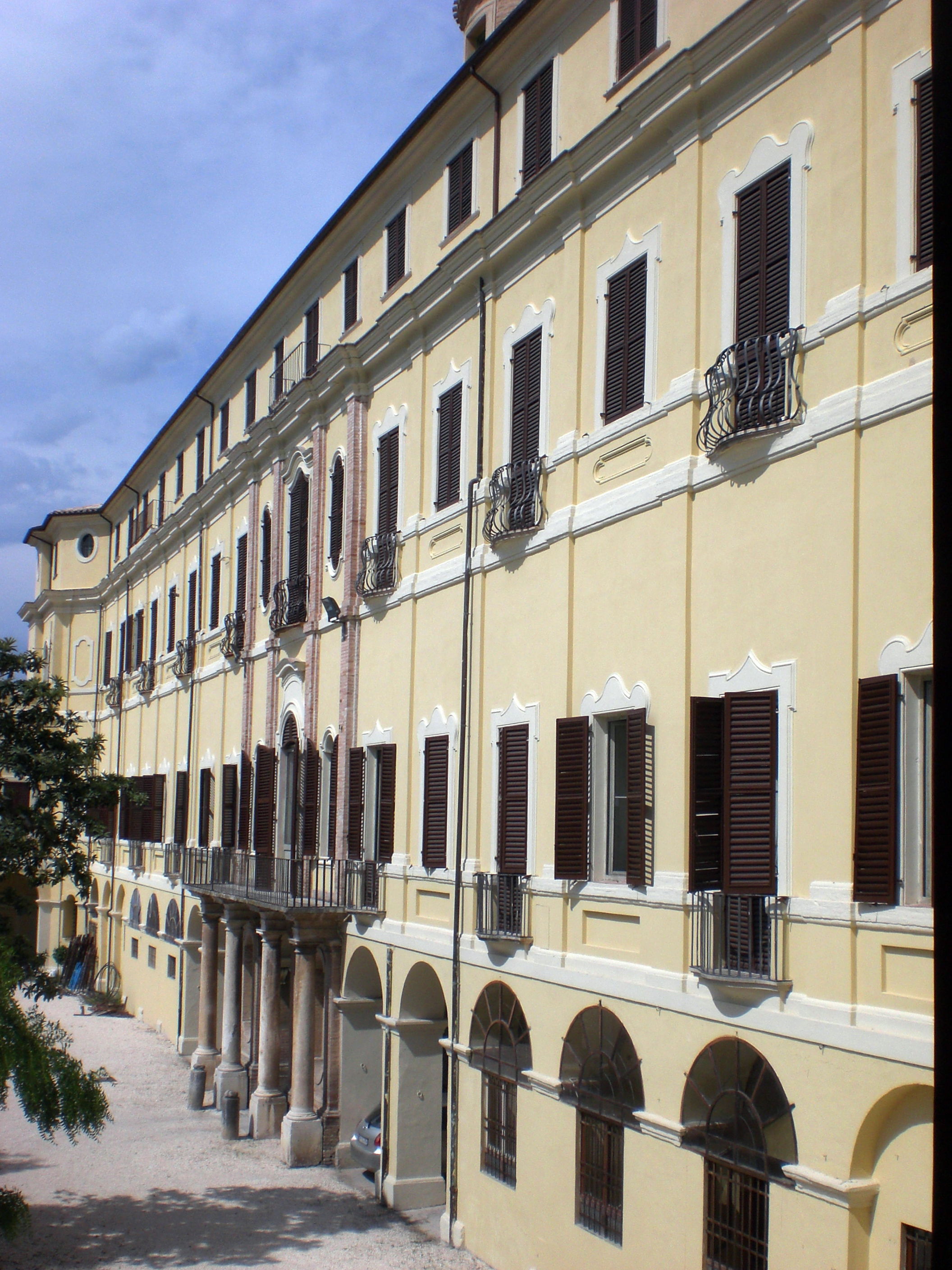
la facciata sul giardino

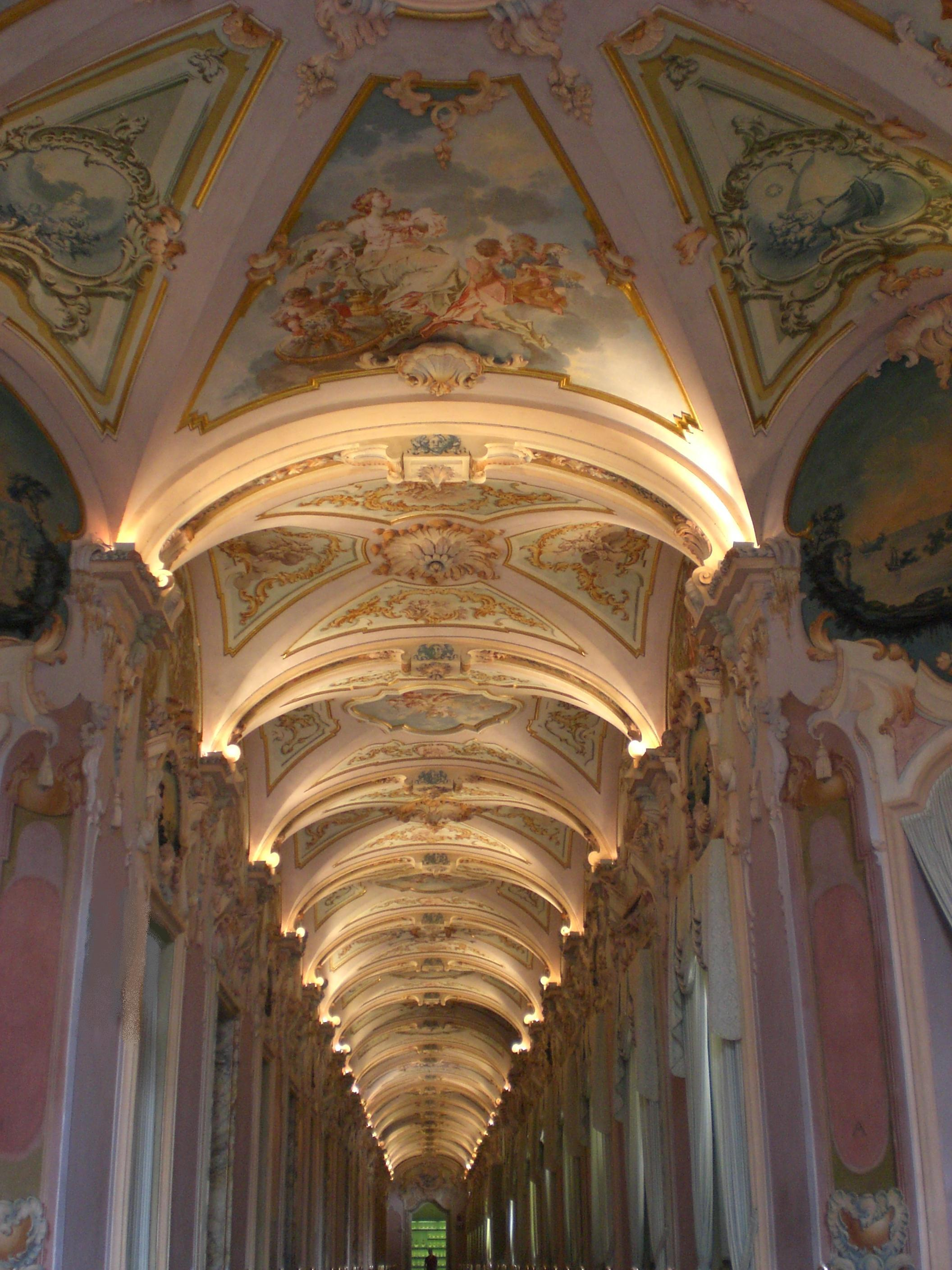
La Galleria degli Stucchi.

Era l'antica residenza di città dei Marchesi Pianetti, nobile e prestigiosa famiglia aggregata all'aristocrazia jesina dal 1659. Rappresenta il più significativo degli edifici appartenuti alle ricche famiglie nobili locali, e l'unico esempio in Italia di stile Rococò di influsso mitteleuropeo.
Il palazzo venne costruito nella zona detta "Terravecchia", a ovest, appena fuori le mura della città, dove soprattutto fra '600 e '700 si insediarono le nobili famiglie cittadine. Il Marchese Cardolo Maria Pianetti, appassionato d'alchimia, e già architetto di Carlo VI d'Asburgo, disegnò un progetto per la costruzione della nuova residenza di famiglia in un gusto riecheggiante lo stile austriaco. Il progetto definitivo fu affidato al pittore e architetto jesino Domenico Valeri, che ne avviò la costruzione a partire dal 1748. L'edificio si compone di un corpo centrale che si affaccia su un giardino all'italiana cinto da mura terrazzate.
Caratteristica peculiare del palazzo è la sfarzosa Galleria degli Stucchi, tripudio di affreschi e stucchi a color pastello di stile Rococò di influsso mitteleuropeo. La galleria è l'unico esempio nella penisola di questo stile, e con la sua lunghezza di bel 76 metri è la seconda in Italia dopo quella di Diana della Reggia di Venaria Reale.